# The Hollywood Ten

The Hollywood Ten est un court métrage américain réalisé par John Berry et sorti en 1950.
Chacun des membres de la liste des Dix d'Hollywood y fait une courte déclaration dénonçant le MacCarthysme et la Liste noire de Hollywood.
Après avoir été dénoncé comme communiste par Edward Dmytryk un des Dix d'Hollywood, et par l'ex-communiste Frank Tuttle, Berry n'a plus pu trouver de travail à Hollywood après 1951,  et a du s'exiler en France.

## Synopsis

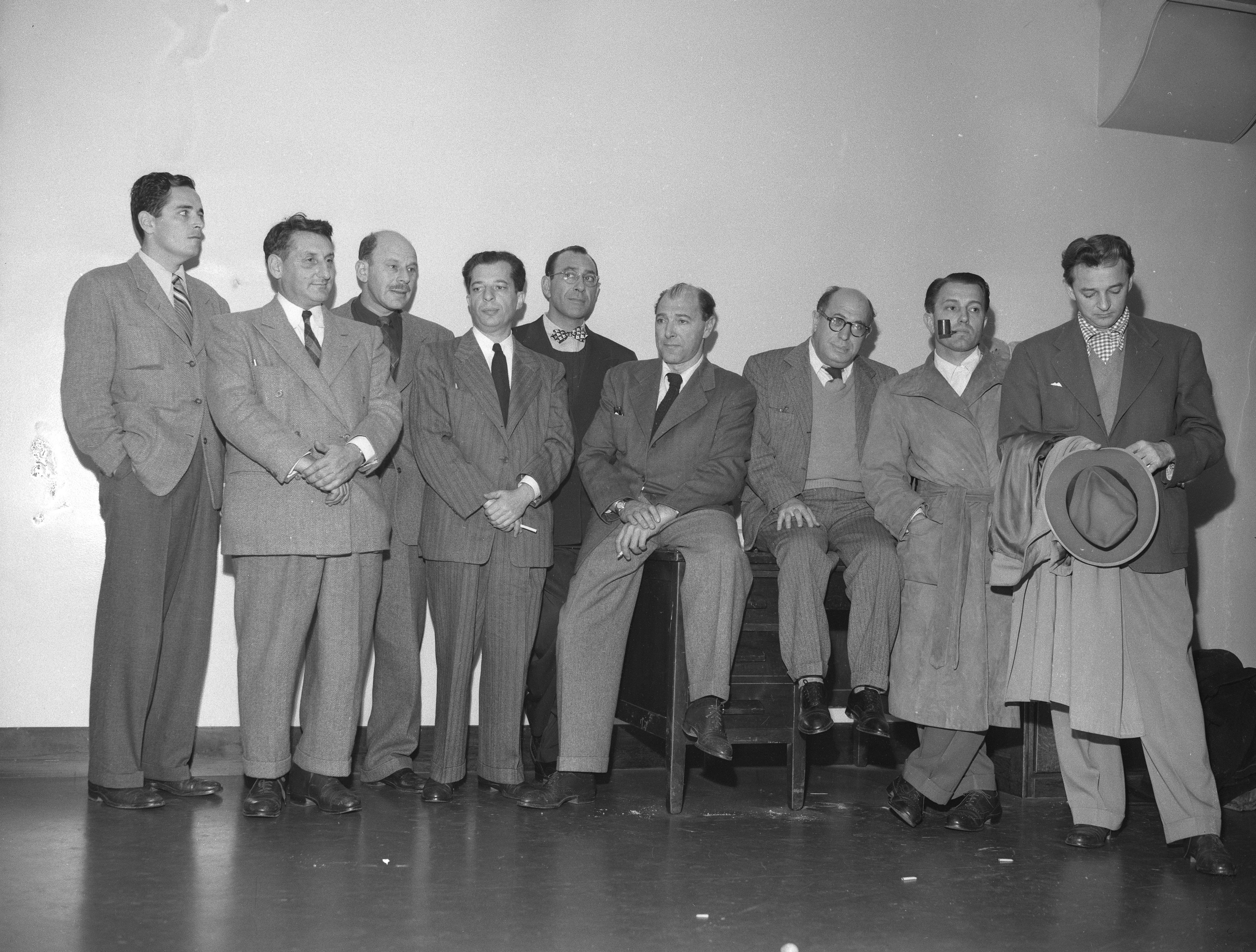
Neuf des 10 membres des Dix d'Hollywood en 1947:
Robert Adrian Scott, Edward Dmytryk, Samuel Ornitz, Lester Cole, Herbert Biberman, Albert Maltz, Alvah Bessie, John Howard Lawson et Ring Lardner Jr.

Le film montre 10 réalisateurs et scénaristes au travail et en famille, et énumère leurs œuvres.

## Fiche technique
- Réalisation : John Berry
- Producteur : Paul Jarrico[5]
- Narrateur : Colin Chandler
- Durée : 15 minutes
- Date de sortie : 15 janvier 1950

## Distribution

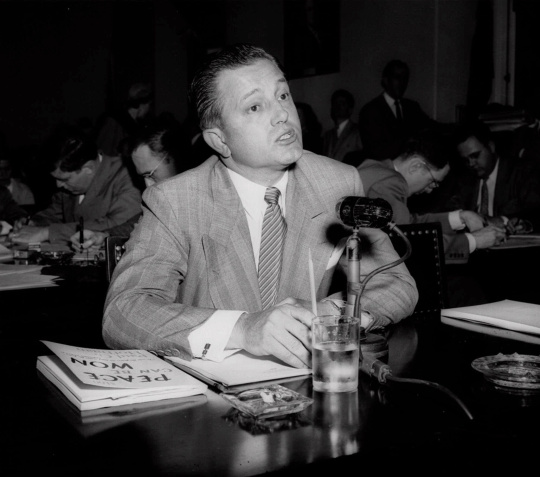
Edward Dmytryk membre des Hollywood Ten.

- Alvah Bessie
- Herbert J. Biberman
- Lester Cole
- Edward Dmytryk
- Ring Lardner Jr.
- John Howard Lawson
- Albert Maltz
- Samuel Ornitz
- Adrian Scott
- Dalton Trumbo